# Casson (Loire-Atlantique)
Casson é uma comuna francesa na região administrativa do País do Loire, no departamento de Loire-Atlantique. Estende-se por uma área de 16.15 km². Em 2010 a comuna tinha 2 358 habitantes (densidade: 146 hab./km²).